# کتاب‌آزاری
کتاب‌آزاری (انگلیسی: Bookbreaking) عملی با قدمت بسیار است که طی آن، صفحات کتاب (به‌خصوص کتاب‌های نایاب و آن‌هایی که دارای نقشه یا تذهیب هستند)، توسط مالک نسخه، از آن جدا شده و به فروش می‌رسند. کتاب‌آزاری اغلب با انگیزه‌های اقتصادی رخ می‌دهد و زمانی افزایش می‌یابد که ارزش مادی صفحات جداشده، از ارزش مادی کتاب دست‌نخورده بیشتر باشد. همین‌طور، گردآورندگان کتاب نسبت به ایجاد کوچک‌ترین ایرادی در کتاب‌های قدیمی و نایاب، حساسیت زیادی به خرج می‌دهند که عملاً این کتاب‌ها را غیرقابل‌فروش کرده‌است. اوج این عمل در دهه‌های ۱۹۷۰ و ۸۰ میلادی رخ داد چراکه قیمت نقوش قدیمی به‌خصوص نقشه‌های کهن، از کتاب‌های نایاب، پیشی گرفت. با این‌همه، به این علت که بسیاری از کتاب‌های نایاب و ارزشمند دچار آسیب‌دیدگی شدند، قیمت کتاب‌های نایاب، افزایش‌یافته و میل به کتاب‌آزاری، کاهش‌یافته‌است. گردآورندگان کتاب نیز نرمش بیشتری در برابر ایرادهای جزئی کتاب‌ها به خرج می‌دهند.
اصطلاح کتاب‌آزاری، معمولاً به سرقت آشکار صفحات کتاب، در مواردی که کتاب‌آزار مالک کتاب مورد نظر نیست، اطلاق نمی‌شود. با این‌همه، موارد زیادی از سرقت صفحات دارای تذهیب و نقشه‌های قدیمی از کتابخانه‌ها وجود دارد. در ایران نیز برخی از اسناد کتابخانه‌ای (در مواردی کتاب‌های نایاب)، توسط مراجعان، آزار دیده و آسیب می‌بینند.